# Margot Kidder
Margaret Ruth "Margot" Kidder (n. 17 octombrie 1948, Yellowknife, Teritoriile de Nord-Vest, Canada – d. 13 mai 2018, Livingston⁠(d), Montana, SUA) a fost o actriță canadiano-americană, cel mai bine cunoscută pentru rolul Lois Lane din filmele Superman în care interpretează și Christopher Reeve.

## Cariera
Pe lângă rolul Lois Lane din filmele Superman, Kidder a mai fost distribuită în filmele The Amityville Horror, Willie & Phil, Some Kind of Hero alături de actorul Richard Pryor din Superman III și în The Great Waldo Pepper. Ea are, de asemenea, apariții necreditate în Maverick și în Delirious.
În 1970, Kidder, alăuri de Zazel Pierce, a jucat în filmul Quackser Fortune Has a Cousin in the Bronx.
În 1979, Kidder a fost gazda în episodul al 15-lea din sezonul al 4-lea al emisiunii Saturday Night Live.
În 1983, Kidder a produs și a interpretat rolul Eliza Doolittle în versiunea pentru televiziune Pygmalion, alături de Peter O'Toole.
În 1990, ea a apărut în introducerea pentru o serie de documentare de la Discovery Channel numită "Best of the BBC", .
Din 1993 până în 1996, ea a fost vocea Gaia din Captain Planet and the Planeteers.
În 1994, Kidder a jucat rolul barmanului din tavena "Broken Skull" pentru jocul video IBM PC Under a Killing Moon.
În 2000, Kidder a interpretat rolul Eileen Canboro din Apocalypse III: Tribulation, un film creștin despre escatologia creștină și răpirea la cer. Kidder a declarat ulterior că nu și-a dat seama înainte de a ajunge pe platouri cât de serios este acest film.
În 2001 a jucat într-un episod din serialul Law & Order: Special Victims Unit.
În 2008 a interpretat rolul lui Dorothy Fisher din filmul On the Other Hand, Death.
A mai participat și la The Vagina Monologues.
Kidder a interpretat rolul Barbara Collier, terapistul lui Laurie Strode din continuările filmului Halloween apărute în 2007: Halloween și în 2009 Halloween II(ultimul cu premiera pe 28 august 2009).

## Viața personală
A fost căsătorită cu:
- Thomas McGuane (1975–1976) (au divorțat), 1 copil
- John Heard (1979) (au divorțat)
- Philippe de Broca (1983–1984) (au divorțat)

## Filmografie
| An        | Titlu                                           | Rol                                   | Note                                           |
| --------- | ----------------------------------------------- | ------------------------------------- | ---------------------------------------------- |
| 1968      | The Best Damn Fiddler from Calabogie to Kaladar | Rosie Prometer                        |                                                |
| 1968      | Wojeck                                          |                                       | Serial (1 episod)                              |
| 1969      | Adventures in Rainbow Country                   | Dr. Janet Rhodes / Sportscar Driver   | Serial TV (2 episoade)                         |
| 1969      | McQueen                                         | Jenny                                 | Serial TV                                      |
| 1969      | Corwin                                          | Denny                                 | Serial TV                                      |
| 1969      | Gaily, Gaily                                    | Adeline                               |                                                |
| 1970      | The Mod Squad                                   | Claire Allen                          | Serial TV (1 episode)                          |
| 1970      | Quackser Fortune Has a Cousin in the Bronx      | Zazel                                 |                                                |
| 1971      | Suddenly Single                                 | Jackie                                | Film TV                                        |
| 1971-1972 | Nichols                                         | Ruth / Ruth the Barmaid               | Serial TV (5 episoade)                         |
| 1972      | The Bounty Man                                  | Mae                                   | Film TV                                        |
| 1972      | Banacek                                         | Linda Carsini                         | Serial TV (1 episode)                          |
| 1973      | Harry O                                         | Helen                                 | Serial TV (1 episode)                          |
| 1973      | Sisters                                         | Danielle Breton / Dominique Blanchion |                                                |
| 1973      | Barnaby Jones                                   | Lori Wright                           | Serial TV (1 episode)                          |
| 1974      | The Suicide Club                                |                                       | Film TV                                        |
| 1974      | Honky Tonk                                      | Lucy Cotton                           | Film TV                                        |
| 1974      | A Quiet Day in Belfast                          | Brigit Slattery/Thelma Slattery       | Canadian Film Award Winners for Best Actress   |
| 1974      | The Gravy Train                                 | Margue                                |                                                |
| 1974      | Black Christmas                                 | Barb                                  | Canadian Film Award Winners for Best Actress   |
| 1975      | The Great Waldo Pepper                          | Maude                                 |                                                |
| 1975      | Baretta                                         | Terry Lake                            | Serial TV (1 episode)                          |
| 1975      | The Reincarnation of Peter Proud                | Marcia Curtis                         |                                                |
| 1975      | Wide World Mystery                              | Gerry                                 | Serial TV (1 episode)                          |
| 1975      | 92 in the Shade                                 | Miranda                               |                                                |
| 1976      | Switch                                          | Andrea Morris                         | Serial TV (1 episode)                          |
| 1978      | Shoot the Sun Down                              | The Woman from England                |                                                |
| 1978      | Superman                                        | Lois Lane                             | Saturn Award for Best Actress                  |
| 1979      | The Amityville Horror                           | Kathy Lutz                            | Nominalizare - Saturn Award for Best Actress   |
| 1980      | Willie & Phil                                   | Jeannette Sutherland                  |                                                |
| 1980      | Superman II                                     | Lois Lane                             | Nominalizare - Saturn Award for Best Actress   |
| 1981      | Heartaches                                      | Rita Harris                           | Genie Award for Best Actress in a Leading Role |
| 1982      | Miss Right                                      | Juliette                              |                                                |
| 1982      | Some Kind of Hero                               | Toni Donovan                          |                                                |
| 1982      | Bus Stop                                        | Cherie                                | Film TV                                        |
| 1983      | Pygmalion                                       | Eliza Doolittle                       | Film TV                                        |
| 1983      | Trenchcoat                                      | Mickey Raymond                        |                                                |
| 1983      | Superman III                                    | Lois Lane                             |                                                |
| 1984      | Louisiana⁠(fr)[traduceți]                        | Virginia Tregan                       | Film TV                                        |
| 1985      | Little Treasure                                 | Margo                                 |                                                |
| 1985      | The Hitchhiker                                  | Jane Reynolds                         | Serial TV (1 episode)                          |
| 1985      | Picking Up the Pieces                           | Lynette Harding                       | Film TV                                        |
| 1986      | GoBots: Battle of the Rock Lords                | Solitaire (voice)                     |                                                |
| 1986      | Vanishing Act                                   | Chris Kenyon                          | Film TV                                        |
| 1987      | Keeping Track                                   | Mickey Tremaine                       |                                                |
| 1987      | Shell Game                                      | Dinah / Jennie Jerome                 | Serial TV (5 episoade)                         |
| 1987      | Superman IV: The Quest for Peace                | Lois Lane                             |                                                |
| 1988      | Body of Evidence                                | Carol Dwyer                           | Film TV                                        |
| 1989      | Mob Story                                       | Dolores                               |                                                |
| 1990      | White Room                                      | Madelaine X                           |                                                |
| 1991      | Delirious                                       | Woman in Washroom                     | Uncredited                                     |
| 1992      | Aaron Sent Me                                   | Kaitlynn Prescott                     |                                                |
| 1992      | To Catch a Killer                               | Rachel Grayson                        | Film TV                                        |
| 1992      | Tales from the Crypt                            | Cynthia                               | Serial TV (1 episode)                          |
| 1992-1993 | Street Legal                                    | Charlotte Percy                       | Serial TV (2 episoade)                         |
| 1993      | La Florida                                      | Vivy Lamori                           |                                                |
| 1993      | Murder,She Wrote                                | Dr. Ellen Holden                      | Serial TV (1 episode "Threshold of Fear")      |
| 1994      | One Woman's Courage                             | Stella Jenson                         |                                                |
| 1994      | Maverick                                        | Margret Mary                          | Uncredited                                     |
| 1994      | Beanstalk                                       | Doctor Kate 'Doc' Winston             |                                                |
| 1995      | Windrunner                                      | Sally 'Mom' Cima                      |                                                |
| 1995      | Burke's Law                                     | Joy Adams                             | Serial TV (1 episode)                          |
| 1995      | Bloodknot                                       | Evelyn                                | Film TV                                        |
| 1993-1995 | Captain Planet and the Planeteers               | Gaia (voice)                          | Serial TV (5 episoade)                         |
| 1996-1997 | Boston Common                                   | Cookie de Varen                       | Serial TV (5 episoade)                         |
| 1996      | Phantom 2040                                    | Rebecca Madison                       | Serial TV (1 episode)                          |
| 1996      | Never Met Picasso                               | Genna Magnus                          |                                                |
| 1997      | Shadow Zone: My Teacher Ate My Homework         | Sol                                   |                                                |
| 1997      | Silent Cradle                                   | Cindy Wilson                          |                                                |
| 1997      | Henry & Verlin                                  | Mabel                                 |                                                |
| 1997      | The Planet of Junior Brown                      | Miss Peebs                            |                                                |
| 1997      | The Hunger                                      | Mrs. Sloan                            |                                                |
| 1997      | Aaahh!!! Real Monsters                          | Mistress Helga (voice)                | Serial TV (2 episoade)                         |
| 1998      | Touched by an Angel                             | Rita                                  | Serial TV (1 episode)                          |
| 1998      | The Teddy Bears' Scare                          | Mrs. Jones (voice)                    | Film TV                                        |
| 1999      | The Hi-Line                                     | Laura Johnson                         |                                                |
| 1999      | Nightmare Man                                   | Lillian Hannibal                      |                                                |
| 1999      | The Clown Clown At Midnight                     | Ellen Gibby                           |                                                |
| 1999      | The Annihilation of Fish                        | Mrs. Muldroone                        |                                                |
| 2000      | Tribulation                                     | Eileen Canboro                        |                                                |
| 2000      | Someone is Watching                             | Sally Beckert                         | Film TV                                        |
| 2001      | Law & Order: Special Victims Unit               | Grace Mayberry                        | Serial TV (1 episode)                          |
| 2001      | Mentors                                         | Queen Elizabeth I                     | Serial TV (1 episode)                          |
| 2001      | Earth: Final Conflict                           | Dr. Josephine Mataros                 | Serial TV (1 episode)                          |
| 2002      | Angel Blade                                     | Frida                                 |                                                |
| 2002      | Crime and Punishment                            | Mrs. Katerina Marmelodov              |                                                |
| 2004      | Chicks with Sticks                              | Edith Taymore                         |                                                |
| 2004      | Death 4 Told                                    | Madam Badeau                          | Scream Awards for Best Actress                 |
| 2004      | Smallville                                      | Bridgette Crosby                      | Serial TV (2 episoade)                         |
| 2005      | The Last Sign                                   | Endora                                | Serial TV (2 episoade)                         |
| 2007      | Brothers & Sisters                              | Emily Craft                           | Serial TV (2 episoade)                         |
| 2008      | Universal Signs                                 | Rose Callahan                         |                                                |
| 2008      | The Box Collector aka "Love at first kill" 2011 | Beth                                  |                                                |
| 2008      | On the Other Hand, Death                        | Dorothy                               |                                                |
| 2008      | A Single Woman                                  | Storyteller                           |                                                |
| 2009      | Something Evil Comes                            | Claudia Brecher                       |                                                |
| 2009      | Halloween II                                    | Barbara Collier                       |                                                |
| 2011      | Redemption: For Robbing the Dead                | Marlys Baptiste                       |                                                |
| 2011      | Three of a Kind                                 | Claire                                |                                                |
| 2012      | HENRi                                           | Dr. Calvin                            | In producție                                   |
| 2013      | Matt's Chance                                   | Mother Mable                          | Post producție                                 |